# مأموریت خطرناک
مأموریت خطرناک (به انگلیسی: Dangerous Mission) یک فیلم سینمایی آمریکایی تکنی‌کالر در ژانر فیلم نوآر و تریلر محصول سال ۱۹۵۴ میلادی با بازی ویکتور ماتیور، پایپر لوری، وینسنت پرایس، و ویلیام بندیکس. این فیلم به تهیه کنندگی ایروین آلن به کارگردانی لوئیس کینگ تولید شده و توسط کمپانی آر.ک.ئو منتشر شده‌است.

## تولید
فیلمبرداری از ژوئیه سال ۱۹۵۳ میلادی آغاز شد.
این فیلم در پارک ملی گلیشر و مونتانا فیلمبرداری شد.